# Der Stand der Dinge
Der Stand der Dinge (Engels: The State of Things) is een West-Duitse dramafilm uit 1982 onder regie van Wim Wenders. Hij won met deze film de Gouden Leeuw op het Filmfestival van Venetië.

## Verhaal
Een filmploeg is in Portugal bezig met de opnames van de sciencefictionfilm The Survivors. Wegens geldgebrek liggen de opnames echter stil en elk lid van de groep doodt de tijd op zijn eigen manier. Intussen gaat de regisseur van de film naar Hollywood om de producent te vinden.

## Rolverdeling
| Acteur              | Personage       |
| ------------------- | --------------- |
| Patrick Bauchau     | Friedrich Munro |
| Allan Garfield      | Gordon          |
| Isabelle Weingarten | Anna            |
| Rebecca Pauly       | Joan            |
| Jeffrey Kime        | Mark            |
| Geoffrey Carey      | Robert          |
| Camilla More        | Julia           |
| Alexandra Auder     | Jane            |
| John Paul Getty III | Dennis          |
| Susan Hoffman       | Kate            |
| Samuel Fuller       | Joe Corby       |
| Roger Corman        | de advocaat     |